# Michael Blackburn
Michael Blackburn (Sydney, 27 de maio de 1970) é um velejador australiano. Velejador da classe laser, conquistou um mundial em 2006. e um bronze olímpico em 2000.

## Carreira
Representou seu país nos Jogos Olímpicos de 1996, 2000 e 2004, na qual conquistou uma medalha de prata, na classe laser, em casa, em Syndey 2000. 